# 하이퍼 계산
하이퍼 계산(Hypercomputation)은 일방향의 논리 기호에 따른 3차원적(자연 물리학적의 의미) 해석의 수학적 원리가 적용되는 범위를 넘어서 중첩현상의 4차원적 현상의 해석을 계산하는 고차원적 계산방식이다.
자연 물리학의 3차원적 수학방식으로 해결 불가능한 괴델의 불완전성 원리를 해결하는 데 목적을 둘 수 있다.

## 같이 보기
- 괴델의 불완전성 정리